# Ten on One (The Singles)
Ten on One (The Singles) – album niemieckiej piosenkarki Sandry wydany w 1987 roku przez Virgin Records, będący kompilacją z jej największymi przebojami.

## Ogólne informacje
Kompilacja jest podsumowaniem dwóch pierwszych lat solowej kariery Sandry. Zawiera ona 7 singlowych przebojów Sandry, dwa nowe utwory („Everlasting Love” i „Stop for a Minute”) oraz dodatkowo niesinglową piosenkę „Don’t Cry (The Breakup of the World)”. Wydana została także kaseta wideo pod tym samym tytułem, na której znalazł się materiał dokumentalny na temat piosenkarki, przeplatany jej teledyskami. Album Ten on One uplasował się w top 20 list sprzedaży w Niemczech i Szwajcarii, a także na miejscu 29. ogólnoeuropejskiej listy sprzedaży.

## Lista utworów
1. „Everlasting Love” – 3:51
2. „Hi! Hi! Hi!” – 4:08
3. „Stop for a Minute” – 4:05
4. „Innocent Love” – 5:23
5. „Little Girl” – 3:11
6. „Maria Magdalena” – 3:58
7. „In the Heat of the Night” – 5:20
8. „Midnight Man” – 3:03
9. „Don’t Cry (The Breakup of the World)” – 4:51
10. „Loreen” – 4:17

## Pozycje na listach
| Kraj i lista               | Pozycja |
| -------------------------- | ------- |
| Austria                    | 28      |
| Niemcy (Media Control)     | 19      |
| Szwajcaria (Alben Top 100) | 14      |

## Certyfikaty
| Kraj           | Certyfikat      |
| -------------- | --------------- |
| Francja (SNEP) | złota płyta     |
| Niemcy (BVMI)  | złota płyta     |
| Szwajcaria     | platynowa płyta |